# Yellapragada Subbarao
Yellapragada Subbarao (12 janvier 1895 - 8 août 1948) est un biochimiste indien qui a découvert la fonction de l'adénosine triphosphate (ATP) comme source d'énergie dans la cellule, a développé le méthotrexate pour le traitement du cancer, et a dirigé, aux laboratoires Lederle, le département dans lequel Benjamin Minge Duggar a découvert la chlortétracycline en 1945.
Ses frères aîné et cadet sont tous deux morts d'une sprue tropicale en l'espace de huit jours. Subbarao a étudié au Madras Medical College, et a ensuite découvert l’acide folique comme remède contre la sprue tropicale. Il a découvert le méthotrexate, encore utilisé aujourd'hui en chimiothérapie et également utilisé pour le traitement de la polyarthrite rhumatoïde, et la diéthylcarbamazine (DEC), le seul médicament efficace pour traiter la filariose. Il a passé la majeure partie de sa carrière aux États-Unis. Malgré son succès dans l'isolement de l'ATP, Subbarao n'a pas obtenu de poste permanent à l'Université de Harvard, bien qu'il ait dirigé certaines des recherches médicales les plus importantes des Etats-Unis pendant la Seconde Guerre mondiale. On lui doit également la première synthèse de l'acide folique et du méthotrexate.

## Jeunesse et éducation
Il est né dans une famille brahmane télougou à Bhimavaram, dans l'Etat de Madras, aujourd'hui le district du Godavari occidental, dans l'Andhra Pradesh en Inde. Il a traversé une période douloureuse lors de sa scolarité à Rajahmundry (en raison de la mort prématurée de sa fratrie par maladie) et a finalement réussi à s'inscrire lors de sa troisième tentative à l'Hindu High School de Madras. Il a réussi l'examen intermédiaire du Presidency College et est entré au Madras Medical College où son éducation a été sponsorisée par des amis et Kasturi Suryanarayana Murthy, dont il a ensuite épousé la fille.[réf. nécessaire]
Suite à l'appel de Gandhi au boycott des produits britanniques, il a commencé à porter une blouse chirurgicale en khadi, au vif mécontentement de M. C. Bradfield, son professeur de chirurgie. Par la suite, bien qu'il ait obtenu de bons résultats à l'écrit, il n'a obtenu qu'une licence de médecine, et non un bachelor complet MBBS. Subbarao a essayé en vain d'entrer au service médical de Madras. Il a ensuite occupé un poste de professeur d'anatomie au Collège ayurvédique du Dr Lakshmipathi à Madras. Il était fasciné par les pouvoirs de guérison attribués aux médecines ayurvédiques et a poursuivi des recherches pour donner à l'Ayurveda la légitimité d'une science moderne. La promesse de soutien de l'association caritative Malladi Satyalingam Naicker à Kakinada et l'aide financière recueillie par son beau-père permirent à Subbarao de se rendre aux États-Unis. Il arriva à Boston le 26 octobre 1922, à l'âge de 27 ans.[réf. nécessaire]

## Carrière américaine
Après avoir obtenu un diplôme de la Harvard Medical School, il a rejoint Harvard en qualité d'assistant chercheur. Avec Cyrus Fiske, il a développé une méthode de dosage approximative du phosphore dans les fluides et les tissus corporels appelée méthode Fiske-Subbarow. Il a également découvert le rôle de la phosphocréatine et de l'adénosine triphosphate (ATP) dans l'activité musculaire, ce qui lui a valu d'entrer dans les manuels de biochimie dans les années 1930. Il a obtenu son doctorat la même année. Il a rejoint les laboratoires Lederle, une division d'American Cyanamid (aujourd'hui une division de Wyeth qui appartient à Pfizer) après avoir échoué à obtenir un poste de professeur titulaire à Harvard.
À Lederle, il a développé une méthode de synthèse de l'acide folique (la vitamine B9), sur la base des travaux de Lucy Wills pour isoler l'acide folique comme agent protecteur contre l'anémie. Après ses travaux sur l’acide folique et avec l'appui du Dr Sidney Farber, il a ensuite développé le méthotrexate – l’un des premiers agents de chimiothérapie contre le cancer et toujours largement utilisé en clinique,. Subbarao a également découvert la base de l'anthelminthique diéthylcarbamazine (Hetrazan), qui a ensuite été recommandé par l'Organisation mondiale de la santé comme traitement contre la filariose.
Sous la direction de Subbarao, Benjamin Duggar a découvert le premier antibiotique tétracycline au monde, la chlortétracycline, en 1945. Duggar a identifié l'antibiotique comme étant synthétisé par un actinomycète qu'il a cultivé à partir d'un échantillon de sol prélevé à Sanborn Field à l'Université du Missouri. Le médicament a été utilisé pour la première fois à l’hôpital de Harlem à New York et a rencontré un certain succès. Ironiquement, le médicament semblait si prometteur que certaines personnes ont décidé de pénétrer dans l'entrepôt de médicaments de Boston et de le voler.

## Mort
Subbarao est mort à 53 ans le 8 août 1948, à New York, des suites d'une crise cardiaque.

## Héritage
Un contemporain et ancien collègue de Subbarao, Cyrus H. Fiske, a dissimulé et détruit des pans importants de son travail, probablement par envie. George Hitchings, également de ses collègues, a admis : « Certains des nucléotides isolés par Subbarow ont dû être redécouverts des années plus tard par d'autres chercheurs parce que Fiske, apparemment par jalousie, n'a pas laissé les contributions de Subbarow voir le jour. »  Un genre de champignon a été nommé Subbaromyces en son honneur. Il existe également une espèce d'araignée sauteuse (famille Salticidae ) du genre Tanzania nommée en son honneur (Tanzania yellapragadai ). Dans le numéro d'avril 1950 d' Argosy, Doron K. Antrim a observé : « Vous n'avez probablement jamais entendu parler du Dr Yellapragada Subbarow. Pourtant, parce qu'il a vécu, vous êtes peut-être en vie et en bonne santé aujourd'hui. Parce qu'il a vécu, vous vivrez peut-être plus longtemps. »
Une rue porte son nom dans sa ville natale, Bhimavaram.